# Järpåtjärnen
Järpåtjärnen är en sjö i Åre kommun i Jämtland och ingår i Indalsälvens huvudavrinningsområde. Järpåtjärnen ligger i Vålådalen Natura 2000-område.